# Odry
Odry è una città della Repubblica Ceca, nel distretto di Nový Jičín nella regione di Moravia-Slesia.